# 62
Cette page concerne l'année 62  du calendrier julien. Pour l'année 62 av. J.-C., voir 62 av. J.-C. Pour le nombre 62, voir 62 (nombre).
L'année 62 est une année commune qui commence un vendredi.

## Événements
- Janvier[1] : vacance du pouvoir en Judée à la mort du procurateur Porcius Festus. Le grand prêtre sadducéen Hanan ben Hanan fils d’Anân en profite pour éliminer « Jacques ». Hérode Agrippa II intervient, et le dépose au profit de Jésus, fils de Damnée (62-63). La situation se détériore encore sous le procurateur Albinus (62-64)[2].
- 5 février : un séisme détruit une bonne partie de la cité de Pompéi[3].
- Après la mort de Burrhus et la disgrâce de Sénèque, Néron, libéré de leur influence, se laisse aller à sa mégalomanie d’artiste fasciné par l’hellénisme et l’Orient. Tigellinus devient son conseiller. Ce dernier utilise de manière abusive la loi de lèse-majesté pour se débarrasser des nobles les plus en vue[1].
- 9 juin : mort de Claudia Octavia. Elle est répudiée, exilée à Pandateria, puis contrainte par Néron à s’ouvrir les veines. Néron perd ainsi la sympathie du peuple. Il épouse Poppée qui lui donne une fille, Claudia Augusta, qui meurt quatre mois plus tard[1].

- Arrivée en Orient du légat de Cappadoce, Lucius Caesennius Paetus ; les Parthes reprennent la guerre en Arménie après l'échec de leur ambassade à Rome. Paetus ravage l'Arménie, puis prend ses quartiers d'hiver à Rhandeia, où il est battu par Vologèse Ier[4].

- Une violente tempête détruit 200 navires dans le port d’Ostie[5].
- Distribution de blé à Hermopolis en Égypte[6].

## Décès en 62
- 9 juin : Octavie, épouse de l'empereur Néron.
- Burrhus, préfet du prétoire de Néron.
- Perse, poète latin (Aulus Presius Flaccus, né en -34).
- Jacques le Juste, frère de Jésus Christ, lapidé.